# Рыпачек, Франтишек Ярослав
Франтишек Ярослав Рыпачек (чеш. František Jaroslav Rypáček; 7 октября 1853, Годетин — 30 мая 1917, Брно) — чешский историк и поэт (псевдоним Tichý и Hodĕta).
Родился в 1853 году. Из сборников стихов Рыпачека более известен: «V bouři a klidu» (1884). Большая часть статей и изданий Рыпачека касаются прошлого и настоящего Моравии; «Pan Vilém z Pernšteina» (1883), «Uryvky z dĕjin hradu a mĕsta Bechynĕ» (1889), «Kronlka Eliáše Střelky a pokra čovatelů» (1892), «Třebi čské farní kroniky M. J. Motiocia a J. Dvo řeckého» (1895), «Z našich dĕjin» (1895), «Pamĕti a zápisy Smila II Osovského» (1897), «Fr. Palacký» (1898) и др.